# 光本恵子
光本 恵子（みつもと けいこ、1945年10月24日 -）は鳥取県出身の歌人。
日本ペンクラブ会員、日本文芸家協会会員、現代歌人協会会員。「未来山脈」編集発行人。

## 経歴
本名・垣内恵子。1945年10月24日、鳥取県東伯郡琴浦町赤碕に光本行雄と豊子の次女として生まれる。
- 赤碕中学から米子西高等学校を経て京都女子大学文学部国文科を卒業。
- 10代の学生時代に宮崎信義に出会い「新短歌」に入会、口語自由律短歌を始める。
- 関西学生超結社「幻想派」「PHOENIX（ぽえにくす）」に参加。
- 京都女子大学で同学の河野裕子や永田和宏、安森敏隆、北尾勲、遠山利子らと交遊。
- 1966年修学院ルーテルキリスト教会の小泉潤牧師より洗礼を受ける。[1]
- 卒業して故郷の鳥取県で教職に就いたが、教師を辞して、信州の垣内氏へ嫁ぐ。長野県在住。
- 1971年に長女出産を機に、敗血症、と癌に陥り、生死の極みをかいくぐり、5年の闘病のあと生還。
- 1989年に信州で「未来山脈」を「新短歌」信州支部として創刊。
- 2002年、宮崎信義「新短歌」廃刊に伴い、同誌の会員も統合して、現在「未来山脈」編集発行人。
- 「新短歌」誌を継ぐに際しては、第一、第二歌集上梓について世話になった高瀬一誌に相談したこともある。その日から3ヵ月後に高瀬一誌はガンのため死去。[2]

## 著書
- 歌集 
  - 『薄氷』　短歌新聞社　（1986年）　新短歌人連盟賞受賞
  - 『素足』　短歌新聞社　（1990年）
  - 『おんなを染めていく』　甲陽書房　（1992年）　第12回日本文芸大賞新短歌優秀賞受賞
  - 現代女流短歌全集7 『朝の出発』　短歌新聞社　（1996年）　
  - 『自由の領域』　砂子屋書房　（2007年）
  - 角川平成歌人双書『蝶になった母』　角川書店　（2011年）
  - 第一歌集文庫『薄氷』　現代短歌社　(2014年)
  - 『紅いしずく』　本阿弥書店　(2017年)
- エッセイ集 
  - 『夾竹桃』　キリスト新聞社　（1993年）
  - 『人生の伴侶』─光本恵子エッセイ集　　ながらみ書房　　（2015年）
- 評論集 
  - 『宮崎信義のうた百首』　短歌研究社　（1999年）　第20回日本文芸短歌評釈賞受賞
  - 『金子きみ伝』　ながらみ書房　（2001年）
  - 『わたしの骨にとまる蝶』　文芸社　（2004年）　平成11年下諏訪町文化功労賞受賞
  - 『口語自由律短歌の人々』　鶫書房（2019年）
- 『未来山脈選集』 
  - 1992年版（甲陽書房刊）
  - 1997年版・2004年版・2009年版・2014年版・2019年版（未来山脈社刊）